# Apebi
 (mars 2025).
Motif : Où sont les sources secondaires de qualité démontrant une notoriété encyclopédique ?
- Archive Wikiwix
- Bing
- Cairn
- DuckDuckGo
- E. Universalis
- Gallica
- Google
- G. Books
- G. News
- G. Scholar
- Persée
- Qwant
- (zh) Baidu
- (ru) Yandex
- (wd) trouver des œuvres sur Wikidata

| 1. | Préciser le motif de la pose du bandeau. | Précisez le motif de la pose du bandeau en utilisant la syntaxe suivante : {{admissibilité à vérifier\|date=mars 2025\|motif=remplacez ce texte par le motif}}             |
| 2. | Informer les utilisateurs concernés.     | Pensez à avertir le créateur de l'article, par exemple, en insérant le code ci-dessous sur sa page de discussion : {{subst:avertissement admissibilité à vérifier\|Apebi}} |

 (mars 2025).
 (mai 2014).
 (mai 2018).
 (novembre 2024).
La mise en forme du texte ne suit pas les recommandations de Wikipédia : il faut le « wikifier ».
Les points d'amélioration suivants sont les cas les plus fréquents. Le détail des points à revoir est peut-être précisé sur la page de discussion.
- Les titres sont pré-formatés par le logiciel. Ils ne sont ni en capitales, ni en gras.
- Le texte ne doit pas être écrit en capitales (les noms de famille non plus), ni en gras, ni en italique, ni en « petit »…
- Le gras n'est utilisé que pour surligner le titre de l'article dans l'introduction, une seule fois.
- L'italique est rarement utilisé : mots en langue étrangère, titres d'œuvres, noms de bateaux, etc.
- Les citations ne sont pas en italique mais en corps de texte normal. Elles sont entourées par des guillemets français : « et ».
- Les listes à puces sont à éviter, des paragraphes rédigés étant largement préférés. Les tableaux sont à réserver à la présentation de données structurées (résultats, etc.).
- Les appels de note de bas de page (petits chiffres en exposant, introduits par l'outil «  Source ») sont à placer entre la fin de phrase et le point final[comme ça].
- Les liens internes (vers d'autres articles de Wikipédia) sont à choisir avec parcimonie. Créez des liens vers des articles approfondissant le sujet. Les termes génériques sans rapport avec le sujet sont à éviter, ainsi que les répétitions de liens vers un même terme.
- Les liens externes sont à placer uniquement dans une section « Liens externes », à la fin de l'article. Ces liens sont à choisir avec parcimonie suivant les règles définies. Si un lien sert de source à l'article, son insertion dans le texte est à faire par les notes de bas de page.
- La présentation des références doit suivre les conventions bibliographiques. Il est recommandé d'utiliser les modèles {{Ouvrage}}, {{Chapitre}}, {{Article}}, {{Lien web}} et/ou {{Bibliographie}}. Le mode d'édition visuel peut mettre en forme automatiquement les références.
- Insérer une infobox (cadre d'informations à droite) n'est pas obligatoire pour parachever la mise en page.

Pour une aide détaillée, merci de consulter Aide:Wikification.
Si vous pensez que ces points ont été résolus, vous pouvez retirer ce bandeau et améliorer la mise en forme d'un autre article.
L'Apebi est la Fédération marocaine des Technologies de l'Information, des Télécommunications et de l'Offshoring, anciennement appelée Association des Professionnels de l’Équipementier et de la Bureautique Informatique. 
Objectifs et missions
L’APEBI s’engage dans diverses missions pour soutenir la croissance et l'innovation numérique au Maroc :
1. Représentation des intérêts du secteur : Assurer une représentation auprès des instances gouvernementales et internationales.
2. Encouragement de l’innovation et du développement des startups : Soutenir les initiatives technologiques et l’entrepreneuriat.
3. Développement des compétences : Renforcer la formation professionnelle et le perfectionnement des talents du secteur.
4. Amélioration du cadre réglementaire : Collaborer avec les pouvoirs publics pour créer un environnement favorable au développement du numérique.
5. Soutien à l’export : Faciliter l'accès aux marchés étrangers pour les entreprises marocaines.
Adhésion et membres
L'APEBI regroupe des membres de divers horizons, incluant des startups, des PME, ainsi que des multinationales opérant dans les secteurs IT, télécoms, et de l'offshoring.
Structure et gouvernance
L'APEBI est structurée autour de trois principaux organes :
1. L’Assemblée Générale : Organe décisionnel qui fixe les orientations stratégiques.
2. Le Conseil d’Administration : Supervise l'ensemble des activités de l'APEBI.
3. Le Bureau : Dirige les activités courantes de l'APEBI et comprend le président et d'autres membres clés.
Président et Bureau actuel
L’APEBI est dirigée par un président élu ainsi qu’un bureau composé de membres qui contribuent chacun à des domaines stratégiques. Voici la composition actuelle :
Président : Redouane EL HALOUI
Vice-Présidents : Abdelkrim Mazouzi
Secrétaire Général : Assure la coordination administrative et organisationnelle de la fédération.
Trésorier : Gère les aspects financiers et budgétaires.
Membres délégués : Ils assument des responsabilités spécifiques liées à l’offshoring, aux télécommunications, et à d’autres secteurs clés pour l’APEBI.
Ces dirigeants, aux profils variés et experts dans leurs domaines, travaillent ensemble pour atteindre les objectifs de l'APEBI et pour promouvoir l’écosystème numérique marocain.
Commissions thématiques
Les commissions de l'APEBI se concentrent sur des enjeux spécifiques :
- Stratégie marketing
- Développement de l’offshoring
- Télécommunications et infrastructures
- Transformation digitale et innovation
Événements et initiatives
L’APEBI organise et participe à des événements nationaux et internationaux :
- Digital Morocco : Forum annuel sur la transformation numérique.
- Semaine du Numérique : Conférences, ateliers et sessions de networking.
- Participation aux événements mondiaux : Gitex, CES, et Mobile World Congress.
Partenariats et collaborations
L’APEBI coopère avec :
- Le gouvernement marocain
- Smart Africa
- Fédérations internationales
Impact et réalisations
L’APEBI a contribué à :
Moderniser les infrastructures numériques du Maroc.
Soutenir les startups et les programmes de formation.
Promouvoir les normes de qualité et sécurité pour les solutions technologiques.
Valeurs et engagement
Les valeurs de l’APEBI incluent l'intégrité, l'innovation, et l'inclusion. La fédération œuvre pour un écosystème numérique performant, inclusif et compétitif.
Lien officiel
Pour plus d’informations, consultez le site officiel de l’APEBI : https://apebi.org.ma.

## Mission et vision
Mission :
- Etre l’interlocuteur privilégié du secteur IT Marocain auprès des pouvoirs publics et de ses partenaires ;
- Promouvoir les intérêts professionnels collectifs de ses membres ;
- Permettre la mise en place des écosystèmes performants ;
- Mettre nos membres au cœur de nos préoccupations ;
- Accompagner le développement du secteur et des opérateurs[1].

Vision :
- Un Maroc de la Société Numérique, compétitif et présent sur l’échiquier numérique mondial ;
- Replacer l’APEBI au cœur de l’Ecosystème de l’Economie Numérique ;
- Positionner l’APEBI, grâce à une approche orientée business, sur l’Offshoring à valeur ajoutée, sur l’e-Commerce et augmenter nos capacités à l’export ;
- Favoriser l’innovation[1].

## Mandat actuel
A l’issue d’une assemblée générale élective, Rédouane El Haloui (CEO de RED TIC) et Abdelkarim Mazouzi (CEO de DBM) ont été élus respectivement président et vice-président de la fédération pour le mandat 2022-2024,,,.